# Phylica variabilis
Phylica variabilis är en brakvedsväxtart som beskrevs av Neville Stuart Pillans. Phylica variabilis ingår i släktet Phylica och familjen brakvedsväxter. Inga underarter finns listade i Catalogue of Life.